# Ottavio Colecchi
Ottavio Collechi, född 18 september 1773 i Pescocostanzo, död 28 augusti 1848 i Neapel, var en italiensk filosof och matematiker.
Collechi drogs först till religionen och blev dominikanerbroder. 1809 blev han p.g.a. undertryckandet av de religiösa ordnarna tvungen att lämna detta liv och begav sig för en tid till Ryssland, där han ägnade sig åt undervisning i filosofi och matematik. Därefter vistades han i Tyskland, där han lärde känna Immanuel Kants verk.
När han hade återvänt till Italien grundade han en privatskola för filosofi, och hans viktigaste bedrift var att han, tillsammans med Pasquale Galluppi, introducerade den kantianska filosofin i södra Italien.